# Youssef Chebbi
Youssef Chebbi (geboren im 20. Jahrhundert in Tunesien) ist ein tunesisch-französischer Filmregisseur, Drehbuchautor, Musiker und Musikproduzent. 

## Leben und Werk
Youssef Chebbi wuchs in Tunesien auf. Da seine Familie aus politischen Gründen Tunesien verlassen musste, lebte Chebbi seit seinem 20. Lebensjahr in Frankreich, wo er an der  Universität Nanterre studierte.
Sein erster Film überhaupt, der Kurzfilm Vers le Nord (17 min) über illegale Migranten auf dem Weg nach Norden, wurde auf mehreren Filmfestivals gezeigt und mit dem Prix Radio-Canada de la communication interculturelle ausgezeichnet. Nach einem weiteren Kurzfilm, Les Profondeurs, einer Vampirgeschichte, drehte er den Dokumentarfilm Babylon, der beim Festival international de cinéma in Marseille mit dem Großen Preis der Jury ausgezeichnet wurde. Thema des Films ist die Flucht tunesischer Gastarbeiter, die durch den Aufstand in Libyen 2011 ausgelöst wurde. Bereits in seinen drei ersten Filmen geht es um das Problem Migration, das Schicksal von Migranten und von Außenseitern, die am Rand der Gesellschaft leben, Themen, die sein gesamtes filmisches Schaffen dominieren.
Der Schwarzweißfilm Black Medusa, den er zusammen mit dem Regisseur ismaël (* 1983) gedreht hat, hatte auf dem International Film Festival in Rotterdam Premiere und wurde in der Folge für 8 Preise nominiert. Der Film erzählt vom Doppelleben einer Frau, die tagsüber ein unauffälliges  Leben führt, und nachts Männer aufreißt, sich deren Geschichten erzählen lässt und sie dann brutal zusammenschlägt.
Sein Spielfilm Ashkal, für den er wie in den meisten seiner Filme auch das Drehbuch geschrieben hat, wurde in der Directors’ Fortnight in Cannes am 25. Mai 2022 vorgestellt. Auch in diesem sozialkritischen Film, ein Krimi, der im Polizeimilieu in Tunis spielt, geht es um Korruption, Menschenrechtsverletzungen und polizeiliche Willkür, wie sie zur Zeit von Ben Ali an der Tagesordnung waren. Der Film gewann 6 Filmpreise und wurde für fünf weitere nominiert. 
Chebbi war Mitbegründer des tunesischen Sailing Stones Music Festival, das seit 2014 an wechselnden Orten in Tunesien veranstaltet wurde.
Youssef ist Musikproduzent und Betreiber des Labels Bookmaker Records.

## Preise und Auszeichnungen
Chebbi hat auf verschiedenen Filmfestivals bislang sechs Filmpreise gewonnen und wurde für 14 weitere nominiert. So erhielt er 2022 den Internationalen Kritikerpreis  auf dem Neuchâtel International Fantastic Film Festival.

## Filmografie
- 2010: Vers le Nord, Kurzfilm,
- 2012: Les profondeurs, Kurzfilm
- 2012: Babylon,  Dokumentarfilm
- 2021: Black Medusa, Regie zusammen mit ismaël
- 2022: Ashkal